# Anneli Jäätteenmäki
Anneli Tuulikki Jäätteenmäki (Lapua, 11 de febrer de 1955). Va ser primera ministra de Finlàndia entre el 17 d'abril i el 24 de juny de 2003. Va ser la primera vegada al país que aquest càrrec era ocupat per una dona. Amb la presa de possessió, sent Presidenta Tarja Halonen, Finlàndia va aconseguir ser la primera república d'Europa amb dues dones ocupant simultàniament les màximes prefectures de l'estat.